# Asparagus volubilis
Asparagus volubilis là một loài thực vật có hoa trong họ Măng tây. Loài này được (L.f.) Thunb. mô tả khoa học đầu tiên năm 1794.